# Francisco Serrejón
Francisco Javier Serrejón Sánchez, detto Fran (Madrid, 4 marzo 1973), è un ex giocatore di calcio a 5 spagnolo.
Con la Nazionale spagnola è stato campione del mondo nel 2004 e campione europeo nel 2005.

## Carriera

### Club
Schierato come laterale difensivo, Serrejón ha vinto i primi trofei a metà degli anni 1990 nell'Inter Fútbol Sala con cui ha conquistato un campionato e una Coppa di Spagna nel 1996. Ha concluso la carriera al termine nel 2008, dopo l'ottava stagione con la formazione dell'ElPozo Murcia, con cui ha raggiunto le maggiori soddisfazioni sportive a livello di club, conquistando due titoli consecutivi (2005-06 e 2006-07), altrettante Coppa di Spagna (2002-03 e 2007-08) e una Supercoppa (2006).

### Nazionale
Con la Nazionale di calcio a 5 della Spagna ha vinto la Coppa del Mondo 2004 e, un anno più tardi, il campionato europeo 2005. In totale, Serrejón ha disputato 35 incontri con le furie rosse, mettendo a segno 12 reti.

## Palmarès

### Club
- Campionato spagnolo: 3
Inter: 1995-96
ElPozo Murcia: 2005-06, 2006-07
- Coppa di Spagna: 3
Inter: 1995-96
ElPozo Murcia: 2002-03, 2007-08
- Supercoppa di Spagna: 2
Inter: 1996
ElPozo Murcia: 2006

### Nazionale
- Campionato mondiale: 1

Taipei Cinese 2004
- Campionato d'Europa: 1

Rep. Ceca 2005